# Volta a Portugal de 1963
A 26ª edição da Volta a Portugal em Bicicleta ("Volta 63") decorreu entre os dias 31 de Julho e 15 de Agosto de 1963. Composta por 19 etapas.

## Classificações Finais
| Lugar | Nome                 | Nacionalidade | Equipa       | H. M. S. |
| 01º   | João Roque           | Portugal      | SL Benfica   | 62.31.54 |
| 02º   | Jorge Corvo          | Portugal      | Gin. Tavira  | +0.00.25 |
| 03º   | Peixoto Alves        | Portugal      | SL Benfica   | +0.03.23 |
| 04º   | Azevedo Maia         | Portugal      | FC Porto     | +0.09.50 |
| 05º   | António Pedro Júnior | Portugal      | Sporting CP  | +0.11.00 |
| 06º   | Humberto Corvo       | Portugal      | Gin. Tavira  | +0.16.12 |
| 07º   | Alberto Carvalho     | Portugal      | Académico FC | +0.16.57 |
| 08º   | Francisco Valada     | Portugal      | SL Benfica   | +0.16.57 |
| 09º   | José Pedro Carvalho  | Portugal      | Sporting CP  | +0.18.01 |
| 10º   | Laurentino Mendes    | Portugal      | Ovarense     | +0.19.21 |

## Equipas
| Lugar | Equipa      |
| 1º    | SL Benfica  |
| 2º    | Sporting CP |
| 3º    | Gin. Tavira |

## Outras classificações
Pontos: Peixoto Alves - SL Benfica
Montanha: Peixoto Alves - SL Benfica

## Ciclistas
Partiram: 103; Desistiram: 53; Terminaram: 50.
Media: 37,408 Km/h.